# Кампана (округ)
Округ Кампа́на (ісп. Campana) — адміністративно-територіальна одиниця 2-ого рівня у провінції Буенос-Айрес в центральній Аргентині. Адміністративний центр округу — Кампана.
Населення округу становить 94461 особу (2010). Площа — 955 кв. км.

## Історія
Округ заснований у 1885 році.

## Населення
У 2010 році населення становило 94461 особу. З них чоловіків — 47271, жінок — 47190.

## Політика
Округ належить до 1-ого виборчого сектору провінції Буенос-Айрес.